# Atheresthes
Atheresthes es un género de peces de la familia Pleuronectidae, del orden Pleuronectiformes. Esta especie marina fue descubierta por David Starr Jordan y Charles Henry Gilbert en 1880.

## Especies
Especies reconocidas del género:
- Atheresthes evermanni D. S. Jordan & Starks, 1904
- Atheresthes stomias (D. S. Jordan & C. H. Gilbert, 1880)

### Lectura recomendada
- Lahuerta Mouriño, F. e Vázquez Álvarez, F. X. (2000): Vocabulario multilingüe de organismos acuáticos. Santiago de Compostela: Junta de Galicia / Termigal. ISBN 84-453-2913-8.
- Nelson, Joseph S. (2006): Fishes of the World. New York: John Wiley & Sons, Inc. ISBN 0-471-25031-7.
- van der Land, J.; Costello, M. J.; Zavodnik, D.; Santos, R. S.; Porteiro, F. M.; Bailly, N.; Eschmeyer, W. N. & Froese, R. (2001): "Pisces", en: Costello, M. J. et al., eds. European register of marine species: a check-list of the marine species in Europe and a bibliography of guides to their identification. Paris: Muséum national d'Histoire naturelle. Collection Patrimoines Naturels, 50: 357-374. ISBN 2-85653-538-0.